# 坂戸インターチェンジ
坂戸インターチェンジ（さかどインターチェンジ）は、埼玉県坂戸市大字小沼にある、首都圏中央連絡自動車道（圏央道）のインターチェンジ。

## 歴史
- 2008年（平成20年）3月29日：鶴ヶ島JCT - 川島IC間開通に伴い、供用開始[1]。
- 2023年（令和5年）9月21日：料金所をETC専用化[2]。

## 周辺
- 坂戸市立三芳野小学校
- 坂戸市役所三芳野出張所

## 接続する道路
- 直接接続
  - C4首都圏中央連絡自動車道(51番)
  - 埼玉県道269号上伊草坂戸線

## 隣
C4 首都圏中央連絡自動車道
(50)鶴ヶ島JCT - (51)坂戸IC - (52)川島IC